# E. J. Viso

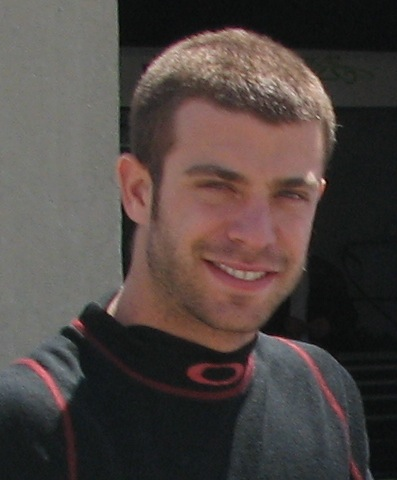
E. J. Viso (2009)

Ernesto José Viso Lossada (* 19. März 1985 in Caracas) ist ein venezolanischer Automobilrennfahrer. Während er am Anfang seiner Karriere unter dem Namen Ernesto Viso antrat, war er von 2008 bis 2013 unter dem Namen E. J. Viso in der IndyCar Series aktiv.

## Karriere

### Anfänge im Motorsport
Seine Karriere begann wie bei fast allen Rennfahrern im Kartsport, den er von 1993 bis 2000 ausübte. 2001 wurde er Meister in der US Barber Formel Dodge Ost. Am Ende des Jahres fuhr er außerdem in der italienischen Formel-Renault-Wintermeisterschaft, in der er den fünften Gesamtrang belegte. 2002 wechselte er in die britische Formel Renault und wurde 20. in der Gesamtwertung. Außerdem fuhr er im selben Jahr zwei Rennen im Formel Renault 2000 Eurocup und am Ende des Jahres in der Wintermeisterschaft der britischen Formel-3-Meisterschaft, in der er den Vizemeistertitel gewann. 2003 fuhr er in der britischen Formel-3-Meisterschaft, in der er mit zehn Siegen in der nationalen Klasse Meister wurde. 2004 wechselte er in die Hauptserie der britischen Formel-3-Meisterschaft zum Rennstall P1 Motorsport. Viso, der ein Rennen gewann und am Saisonende den elften Platz in der Meisterschaft belegte, verließ die Serie nach zwölf Rennen, um in die Formel 3000 zu wechseln.

### Formel 3000 und GP2-Serie
Viso ersetzte ab dem fünften Rennen der Formel-3000-Saison 2004 Rodrigo Ribeiro bei Durango Corse. Er erzielte bei vier von sechs Rennen sieben Punkte und belegte am Saisonende den zwölften Gesamtrang.
2005 wechselte Viso in die GP2-Serie, der Nachfolgeserie der Formel 3000, und wurde bei BCN Competición Teamkollege von Hiroki Yoshimoto. Nachdem er an den ersten zehn Rennwochenenden nur fünf Punkte erzielt hatte, stand Viso bei den letzten vier Saisonrennen dreimal auf dem Podest und lag am Saisonende auf dem zwölften Gesamtrang.
2006 nahm Viso seine zweite GP2-Saison mit iSport International in Angriff. Während er seinen ersten Teamkollegen Tristan Gommendy noch klar hinter sich ließ, musste er sich seinem zweiten Teamkollegen Timo Glock, der Gommendy nach fünf Rennwochenenden ersetzt hatte, geschlagen geben. Dennoch war die Saison 2006 seine erfolgreichste Saison in der GP2-Serie. Mit zwei Siegen belegte er am Saisonende den sechsten Gesamtrang. Ein persönlicher Saisonhöhepunkt Visos war die Teilnahme am Freitagstraining zum Großen Preis von Brasilien in der Formel-1-Saison 2006, bei dem er den dritten Wagen von Spyker MF1 Racing steuerte.
2007 fand Viso zunächst kein Cockpit, allerdings ersetzte er nach der dritten Veranstaltung der GP2-Serie den erfolglosen Sérgio Jimenez bei Racing Engineering. Beim Hauptrennen in Magny-Cours verunglückte er schwer, als sein Auto nach einer Berührung des Autos von Michael Ammermüller abhob und auf eine Begrenzungsmauer flog. Viso blieb jedoch fast unverletzt und erlitt lediglich Prellungen an den Armen und eine leichte Gehirnerschütterung. Am folgenden Rennwochenende wurde er von Filipe Albuquerque vertreten. Anschließend trat er bei den Rennen auf dem Nürburgring an, wurde danach aber durch Marcos Martínez ersetzt. Darüber hinaus nahm Viso 2007 an zwei Rennen der International GT Open teil.

### IndyCar Series

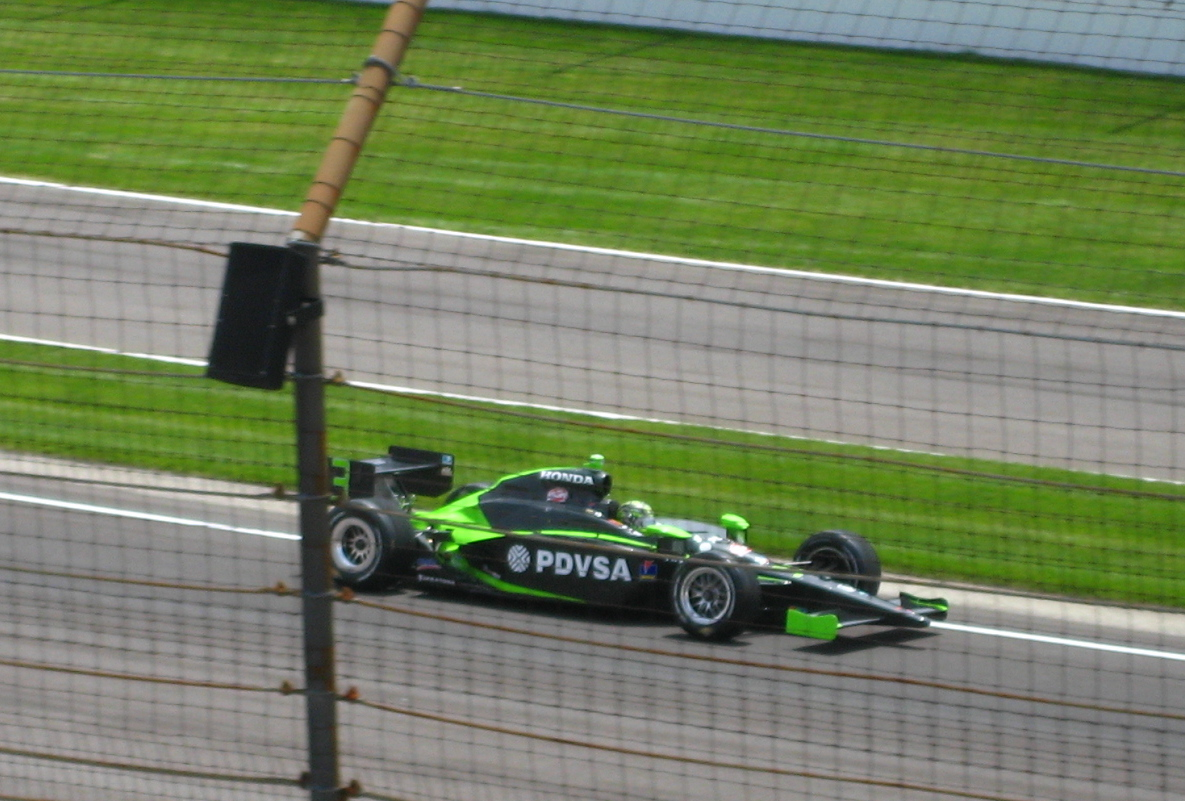
Ernesto Viso beim Indianapolis 500 (2008)

Nach der Wiedervereinigung der Champ Car und der IndyCar Series, fuhr er 2008 für HVM Racing in der IndyCar Series. Sein bestes Ergebnis erzielt Viso, der seit 2008 unter dem Namen E. J. Viso antritt, schon beim zweiten Rennen im verregneten St. Petersburg, wo ihm ein vierter Platz gelang. Am Saisonende belegte er den 18. Gesamtrang. 2009 blieb Viso bei HVM Racing und wurde erneut 18. in der Gesamtwertung. 2010 wechselte der Venezolaner zu KV Racing Technology. Nach einem schwachen Saisonstart erzielte er in Newton als Dritter seine erste Podest-Platzierung in der IndyCar Series und belegte am Saisonende den 17. Platz in der Fahrerwertung. 2011 absolvierte Viso eine weitere Saison in der IndyCar-Series. Da das Team ab dieser Saison von Lotus Cars unterstützt wurde, nannte es sich vor der Saison in KV Racing Technology - Lotus um. Als schlechtester Pilot seines Teams beendete er die Saison auf dem 18. Gesamtrang. Außerdem nahm er an einem Rennen der Rolex Sports Car Series teil. Für die Saison 2012 behielt Viso sein IndyCar-Cockpit bei KV Racing Technology, die ab dieser Saison Chevrolet-Motoren einsetzten. Mit einem fünften Platz als bestem Resultat wurde Viso von seinen beiden Teamkollegen Tony Kanaan und Rubens Barrichello geschlagen und schloss die Gesamtwertung auf dem 20. Platz ab. Außerdem nahm Viso an einem Rennen der American Le Mans Series (ALMS) teil und gewann bei diesem die PC-Wertung.
2013 wechselte Viso innerhalb der IndyCar-Series zu Andretti Autosport. Am Einsatz seines Fahrzeugs war zudem HVM Racing beteiligt. Als Vierter in West Allis und als Fünfter in Toronto kam er zweimal in die Top 5. Er erzielte sieben Top-10-Platzierungen. Am letzten Saisonrennen nahm er aufgrund einer Grippe nicht teil. Während seine drei Andretti-Teamkollegen die Saison innerhalb der Top 10 der Fahrerwertung beendeten, wurde Viso 15. in der Gesamtwertung.

## Sonstiges
Viso kooperierte 2012 mit dem Rennstall Juncos Racing, der in dieser Saison unter dem Namen Team Viso Venezuela an der Star Mazda Series teilnahm.

## Statistik

### Karrierestationen
| - 1993–2000: Kartsport - 2001: US Barber Formel Dodge Ost (Meister) - 2001: Italienische Formel Renault, Winterserie (Platz 5) - 2002: Britische Formel Renault (Platz 20) - 2002: Britische Formel 3, Winterserie (Platz 2) - 2002: Formel Renault 2000 Eurocup - 2003: Britische Formel 3, nationale Klasse (Meister) - 2004: Formel 3000 (Platz 12) | - 2004: Britische Formel 3 (Platz 11) - 2005: GP2-Serie (Platz 12) - 2006: GP2-Serie (Platz 6) - 2006: Formel 1 (Testfahrer) - 2007: GP2-Serie (Platz 29) - 2007: International GT Open, GTA - 2008: IndyCar Series (Platz 18) - 2009: IndyCar Series (Platz 18) | - 2010: IndyCar Series (Platz 17) - 2011: IndyCar Series (Platz 18) - 2011: Rolex Sports Car Series, DP (Platz 37) - 2012: IndyCar Series (Platz 20) - 2012: ALMS, PC (Platz 17) - 2013: IndyCar Series (Platz 15) |

### Einzelergebnisse in der IndyCar Series
| Saison | Team                                  | 1      | 2      | 3      | 4       | 5        | 6       | 7       | 8      | 9      | 10     | 11     | 12      | 13     | 14     | 15     | 16     | 17     | 18     | 19      | Punkte | Rang |
| ------ | ------------------------------------- | ------ | ------ | ------ | ------- | -------- | ------- | ------- | ------ | ------ | ------ | ------ | ------- | ------ | ------ | ------ | ------ | ------ | ------ | ------- | ------ | ---- |
| 2008   | HVM Racing                            | HMS 17 | STP 4  | MOT1 0 | LBH1 9  | KAN 14   | INDY 26 | MIL 8   | TXS 14 | IOW 13 | RIR 10 | WGL 10 | NSH INJ | MDO 22 | EDM 15 | KTY 13 | SNM 6  | DET 24 | CHI 23 | SRF2 6  | 286    | 18.  |
| 2009   | HVM Racing                            | STP 17 | LBH 23 | KAN 21 | INDY 24 | MIL 18   | TXS 24  | IOW 20  | RIR 12 | WGL 7  | TOR 13 | EDM 12 | KTY 15  | MDO 15 | SNM 22 | CHI 17 | MOT 15 | HMS 16 |        |         | 248    | 18.  |
| 2010   | KV Racing Technology                  | SAO 12 | STP 17 | ALA 16 | LBH 15  | KAN 27   | INDY 25 | TXS 11  | IOW 3  | WGL 11 | TOR 19 | EDM 8  | MDO 26  | SNM 19 | CHI 27 | KTY 26 | MOT 15 | HMS 19 |        |         | 262    | 17.  |
| 2011   | KV Racing Technology - Lotus          | STP 19 | ALA 23 | LBH 25 | SAO 13  | INDY 32  | TXS1 7  | TXS2 10 | MIL 20 | IOW 17 | TOR 9  | EDM 20 | MDO 15  | NHA 12 | SNM 9  | BAL 15 | MOT 21 | KTY 23 | LSV C  |         | 241    | 18.  |
| 2012   | KV Racing Technology                  | STP 8  | ALA 18 | LBH 12 | SAO 9   | INDY 18  | DET 18  | TXS 19  | MIL 5  | IOW 24 | TOR 20 | EDM 16 | MDO 20  | SNM 16 | BAL 9  | FON 25 |        |        |        |         | 244    | 20.  |
| 2013   | Team Venezuela/Andretti Autosport/HVM | STP 7  | ALA 12 | LBH 22 | SAO 6   | INDY 18° | DE1 17  | DE2 17  | TXS 10 | MIL 4° | IOW 10 | POC 21 | TO1 14  | TO2 5  | MDO 17 | SNM 14 | BAL 13 | HO1 9  | HO2 16 | FON INJ | 340    | 15.  |

| Farbe      | Bedeutung                                          |
| ---------- | -------------------------------------------------- |
| Gold       | Sieger                                             |
| Silber     | 2. Platz                                           |
| Bronze     | 3. Platz                                           |
| Grün       | 4. und 5. Platz                                    |
| Hellblau   | 6. bis 10. Platz                                   |
| Dunkelblau | Rennen beendet (außerhalb der ersten zehn Piloten) |
| Violett    | Rennen nicht beendet                               |
| Rot        | nicht qualifiziert (DNQ)                           |
| Schwarz    | disqualifiziert (DSQ)                              |
| Weiß       | nicht am Start (DNS)                               |
| Weiß       | zurückgezogen (WD)                                 |
| Weiß       | Rennen abgesagt (C)                                |
| Blanko     | nicht teilgenommen                                 |
| Blanko     | nicht erschienen (DNA)                             |
| Blanko     | verletzt oder krank (INJ)                          |
| Blanko     | ausgeschlossen (EX)                                |

1 Die Rennen fanden am selben Tag statt.
2 Es wurden keine Punkte vergeben.

### Sebring-Ergebnisse
| Jahr | Team           | Fahrzeug    | Teamkollege | Teamkollege    | Platzierung             | Ausfallgrund |
| ---- | -------------- | ----------- | ----------- | -------------- | ----------------------- | ------------ |
| 2012 | Core Autosport | Oreca FLM09 | Alex Popow  | Burt Frisselle | Rang 12 und Klassensieg |              |